# Zemplínske Kopčany
Zemplínske Kopčany (Hongaars: Hegyi) is een Slowaakse gemeente in de regio Košice, en maakt deel uit van het district Michalovce.
Zemplínske Kopčany telt 363 inwoners.